# Schizaspidia coromandelica
Schizaspidia coromandelica är en stekelart som först beskrevs av Mani och Urvashi Dubey 1974.  Schizaspidia coromandelica ingår i släktet Schizaspidia och familjen Eucharitidae. Inga underarter finns listade i Catalogue of Life.